# Haus Téllez-Girón

Wappen des Hauses Téllez-Girón

Das Haus Téllez-Girón gehörte seit dem ausgehenden Mittelalter zu den führenden Adelsgeschlechtern Spaniens. Die Linie umfasste die Herzöge von Osuna, die Markgrafen von Peñafiel sowie die Grafen von Ureña und erlosch erst im Jahr 2015 mit dem Tod von Ángela Téllez-Girón.

## Geschichte
Das Haus Téllez-Girón entstand durch die um das Jahr 1300 erfolgten Eheschließung von María Téllez de Meneses mit Gonzalo Ruiz Girón. Aus der Ehe gingen mindestens drei Kinder hervor, unter denen der im Jahr 1305 geborene Don Juan Alonso Girón der bedeutendste war.
Wichtige Angehörige des Hauses Téllez-Girón waren:
- Alfonso Téllez Girón de las Casas († 1469), 1. Graf von Ureña
- Juan Téllez-Girón de las Casas (1456–1528), 2. Graf von Ureña
- Pedro Girón y Velasco († 1531) 3. Graf von Ureña
- Juan Téllez-Girón (1494–1558), 4. Graf von Ureña
- Pedro Téllez-Girón y de la Cueva (1537–1590), 1. Herzog von Osuna
- Pedro Téllez-Girón y Velasco (1574–1624), 3. Herzog von Osuna
- Mariano Téllez-Girón (1814–1882), 12. Herzog von Osuna